# Achmiany
Achmiany (en biélorusse : Ашмяны ; en łacinka : Ašmjany) ou Ochmiany (en russe : Ошмяны ; en polonais : Oszmiana) est une ville de la voblast de Hrodna, en Biélorussie, et le centre administratif du raïon d'Achmiany. Sa population s'élevait à 16 800 habitants en 2020.

## Géographie
Achmiany est située sur la rivière Achmianka, à 161 km au nord-est de Hrodna, à 20 km de la frontière lituanienne.

## Histoire
La première mention fiable de Ashmyany (dans les Chroniques lituaniennes) dit que, après la mort de Gediminas en 1341, la ville a été héritée par Jaunutis. En 1384, les chevaliers Teutoniques tentèrent de prendre Achmiany afin de détruire l'État héréditaire de Jogaila. Les Teutons parvinrent à détruire la ville, mais elle fut vite reconstruite. En 1402, une nouvelle attaque des Teutons eut lieu, mais elle fut repoussée après de sanglants combats et les Teutons durent se retirer à Medininkai.
En 1413, la ville est devenue l'un des centres les plus notables du commerce dans la voïvodie de Vilnius. Pour cette raison, elle devint un champ de bataille entre les forces royales de Jogaila sous Sigismond Ier Kęstutaitis et les forces de Švitrigaila alliées à l'ordre Teutonique. Après la prise de la ville par les royalistes, elle devint une propriété privée des grands-ducs de Lituanie et connut un rapide développement. Cependant, en 1519, Achmiany fut réduite en cendres par les forces de la grande-principauté de Moscou. Pour favoriser la reconstruction, Achmiany reçut en 1537 plusieurs privilèges royaux et finalement, en 1566, le droit de Magdebourg, confirmé en 1683 par le roi Jean III Sobieski. Au XVIe siècle la ville était devenue un centre du calvinisme de la république des Deux Nations, après que Mikołaj Radziwiłł le Rouge y eut fondé une collégiale et une église.
La troisième partition de la Pologne, en 1795, attribua la ville à l'Empire russe. La population prit part à l'insurrection de Novembre, mais en avril 1831, une force russe de 1 500 hommes entra dans la ville, qui fut incendiée et la population massacrée. Quelque 500 personnes, femmes, enfants et personnes âgées, qui avaient cherché refuge dans l'église catholique y furent massacrés. La ville se repeupla ensuite lentement et reçut un nouveau blason en 1845. À la fin du XIXe siècle, Achmiany était une petite ville de province, habitée principalement par des immigrants juifs originaires d'autres régions de Russie. En 1912, la communauté juive locale construisit une grande synagogue.
Après la Première Guerre mondiale, l'armée allemande se retira en 1919 et la ville devint polonaise. Le traité de Riga, qui conclut la guerre russo-polonaise de 1920, confirma la souveraineté de la Pologne. En septembre 1939, la Biélorussie occidentale fut envahie par l'Armée rouge, puis annexée par l'Union soviétique. Le 15 janvier 1940, Achmiany devint un centre administratif de raïon de la voblast de Belastok, dans la république socialiste soviétique de Biélorussie. Pendans la Seconde Guerre mondiale, la ville fut occupée par l'Allemagne nazie du 25 juin 1941 au 7 juillet 1944. Avant de se retirer devant l'avance allemande, le NKVD exécuta et enterra dans une fosse commune 57 civils polonais détenus, dans la nuit du 22 au 23 juin 1941. En 1945, Achmiany redevint soviétique et fit partie de la RSS de Biélorussie jusqu'en 1991, puis de la Biélorussie indépendante. Les nouvelles armoiries de la ville, développées à partir de la version de 1792, furent adoptées en 2006.

## Population
Recensements (*) ou estimations de la population :
| 1804 | 1858  | 1897* | 1914  | 1921* | 1931* | 1939  |
| ---- | ----- | ----- | ----- | ----- | ----- | ----- |
| 746  | 3 066 | 7 214 | 8 200 | 3 442 | 7 414 | 8 668 |

| 1945  | 1959* | 1970* | 1979*  | 1989*  | 1999*  | 2009*  |
| ----- | ----- | ----- | ------ | ------ | ------ | ------ |
| 3 460 | 6 900 | 9 621 | 12 455 | 14 748 | 15 100 | 14 813 |

| 2014   | 2015   | 2016   | 2017   | 2018   | 2019   | 2020   |
| ------ | ------ | ------ | ------ | ------ | ------ | ------ |
| 15 813 | 16 191 | 16 388 | 16 684 | 16 835 | 17 118 | 16 800 |

## Transports
Achmiany se trouve sur l'axe routier Vilnius – Minsk : route européenne 28 ou route biélorusse M7.

## Galerie d'images

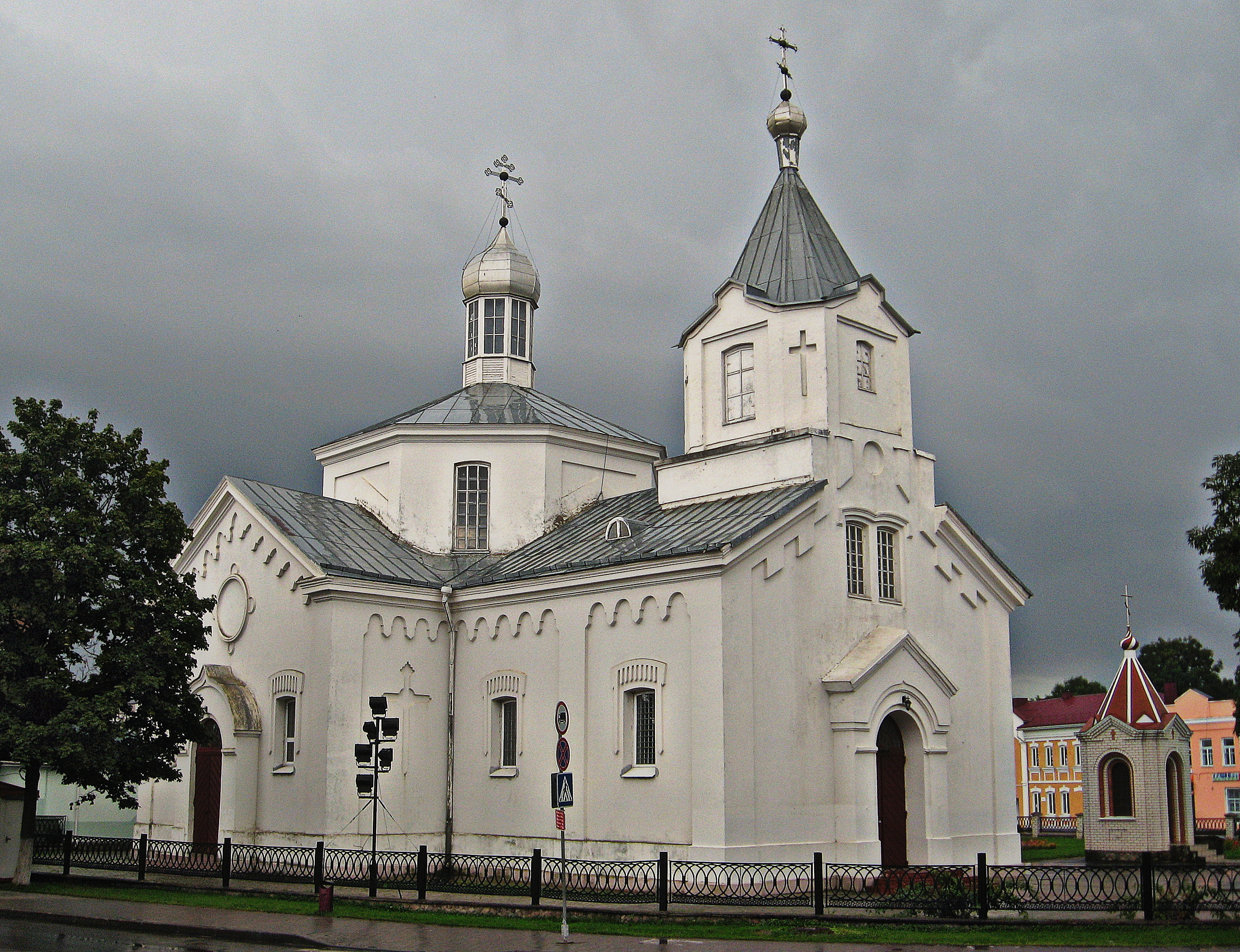
Église orthodoxe de la Résurrection d'Achmiany.
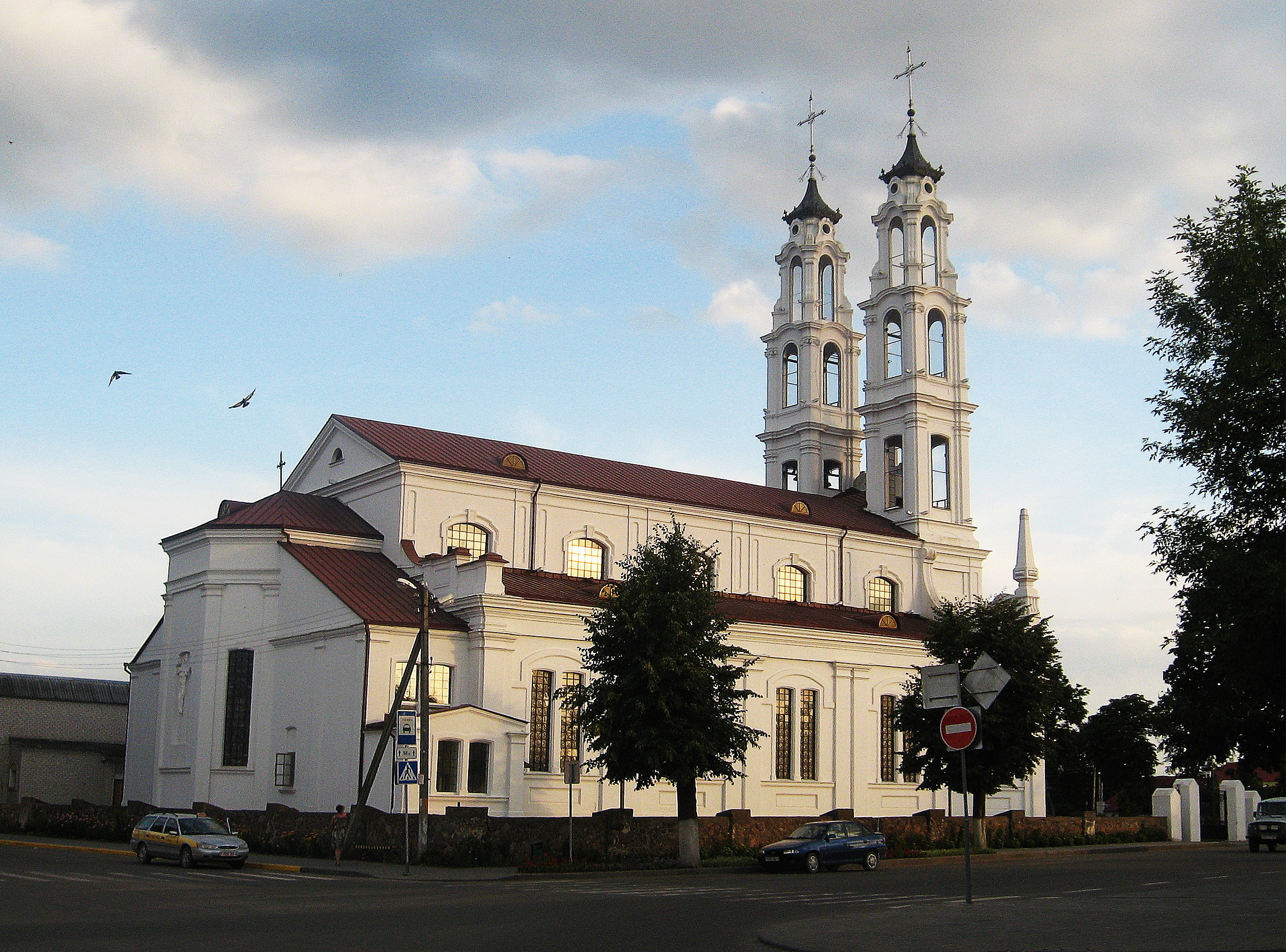
Église catholique de l'Archange Michel d'Achmiany.
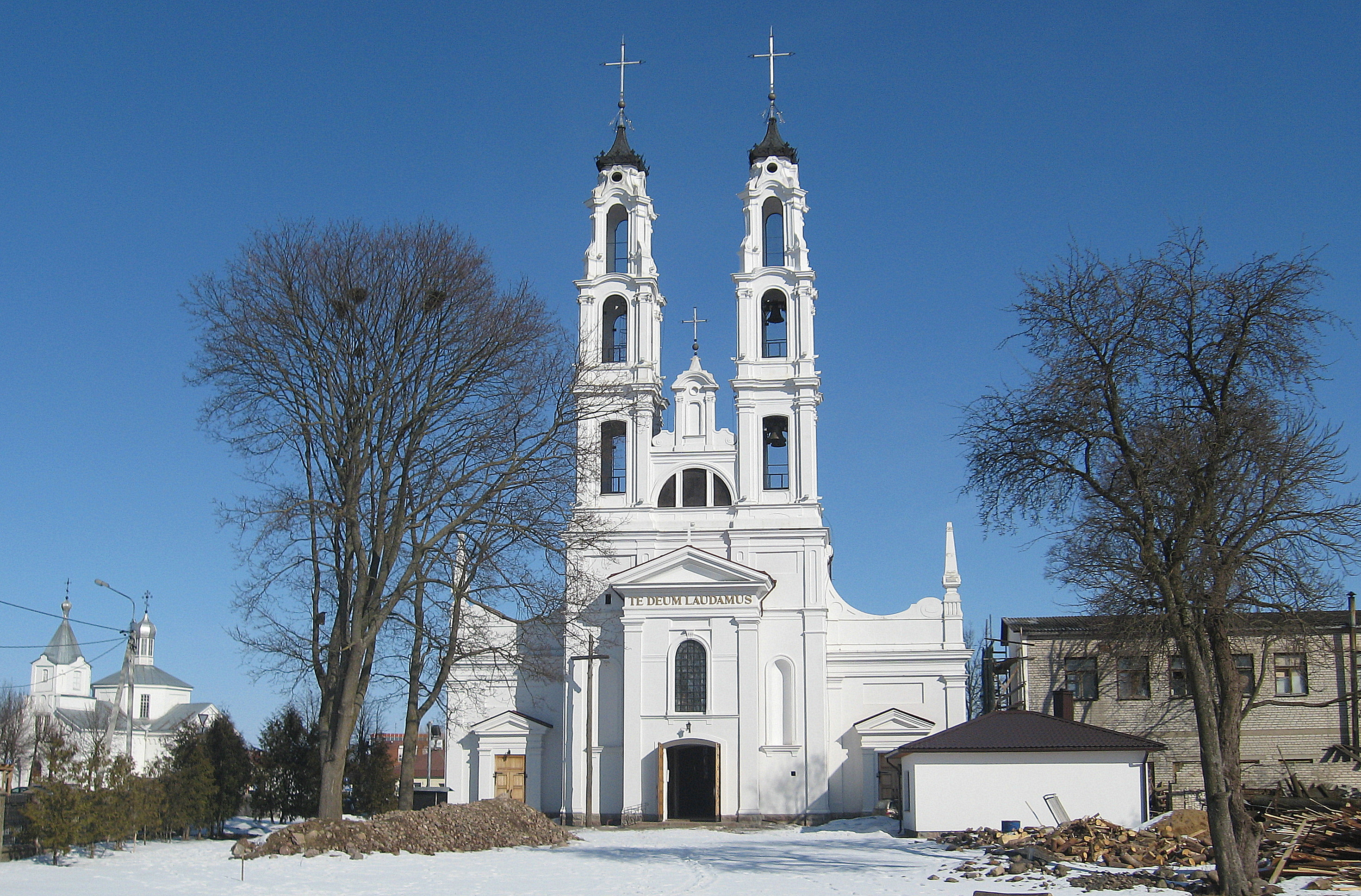
Façade de l'église catholique de l'Archange Michel d'Achmiany.
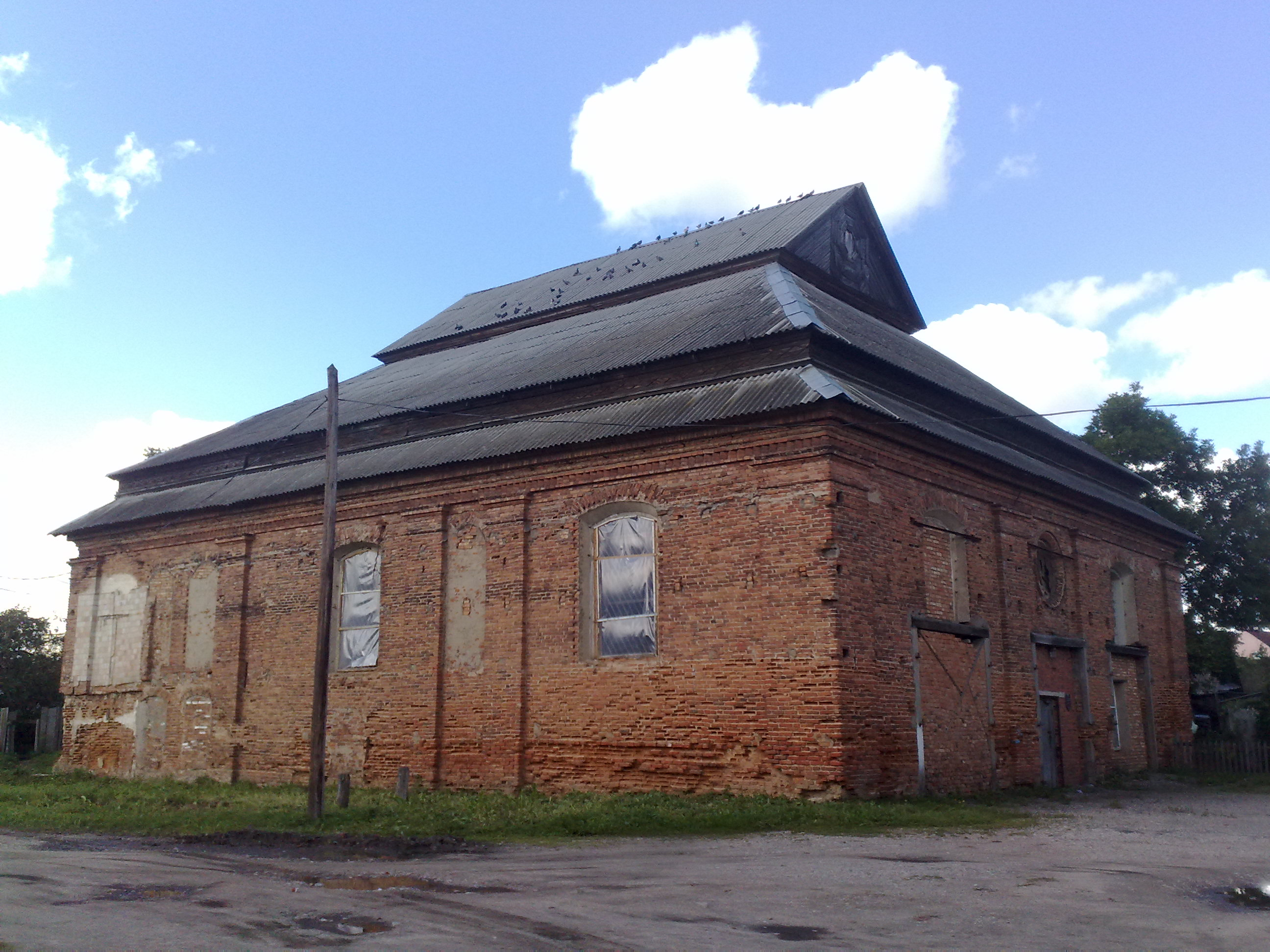
Synagogue d'Achmiany.